# Гестія
Ге́стія (/ˈhɛstiə, ˈhɛstʃə/; грец. Ἑστία, «вогнище» або «ватра») — у давньогрецькій міфології незаймана богиня вогнища, домашнього господарства, сім'ї, дому та держави. Первістка титанів Кроноса і Реї.
Серед олімпійських божеств вона була найменш відомою. Давньогрецькі художники на початках не зображували Гестію в людській подобі, проте вона асоціювалася з полум'ям в центрі кожного будинку і храму. Символом Гестії було коло, і тому вогнища, так само як і присвячені Гестії храми, мали круглу форму. Відоме її зображення знаходилося в афінському Прітанеї, статуя стояла край дороги в Фессалії. Скіфи, згідно з античними авторами, вважали Гестію своєю царицею. Богині приписувалося заснування міста Кносс.

## Гестія в міфах

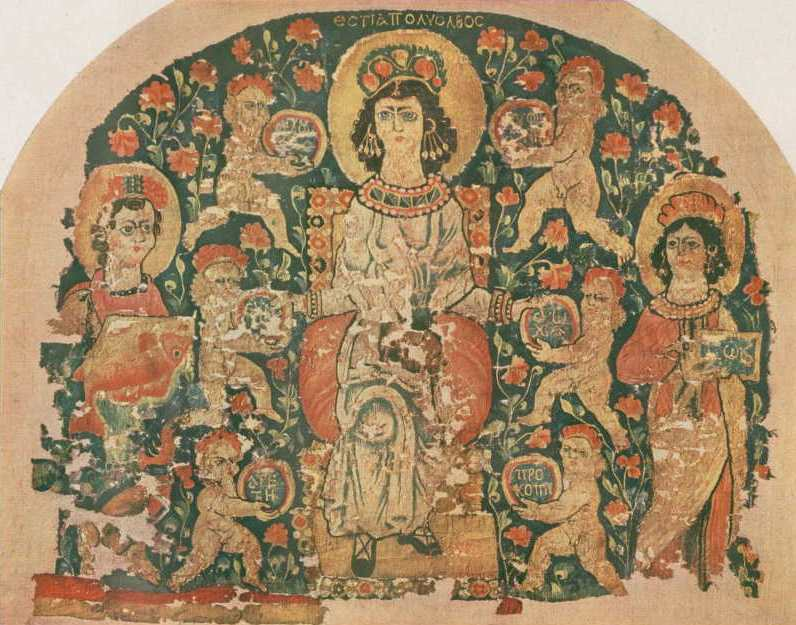
«Гестія, повна благословень», мозаїка, Єгипет (колекція музею «Дамбартон Оукс»)

Гестія була першою дитиною Реї і Кроноса, старшою сестрою олімпійських божеств першого покоління і, відповідно, неодруженою тіткою богів другого покоління.
Афродіта одного разу змусила Посейдона (бога моря) і Аполлона (бога сонця) закохатися в Гестію, щоб викликати між ними ворожнечу. Боги домагалися руки Гестії, але вона поклялася головою Зевса, аби уникнути їхніх залицянь, що навічно лишиться незайманою. Зевс за рішучість нагородив Гестію тим, що люди приноситимуть їй першу жертву поперед жертв іншим богам в усіх публічних церемоніях. Відтоді Гестія, дотримуючись клятви, ніколи не відповідала на залицяння богів.
Якось хтивий бог Пріап хотів на святі обезчестити Гестію. Скориставшись тим, що всі присутні боги поснули після святкування, він задумав зґвалтувати богиню. Проте в цю мить закричав віслюк, Гестія прокинулася, покликала на допомогу богів і нажаханий Пріап мусив тікати.
Римський еквівалент Гестії — Веста; Веста виконує подібні функції як божественне уособлення «громадських», домашніх і колоніальних вогнищ Риму, пов'язуючи римлян. Подібність імен між Гестією та Вестою, однак, вводить в оману: «Зв'язок не може бути пояснений з точки зору індоєвропейської лінгвістики; також мають бути задіяні запозичення з третьої мови», — вважав Вальтер Буркерт. Інші міфологія та релігія показують подібних богинь або фігур. Геродот прирівнював скіфську Табіті до Гестії.

## Культ Гестії

### Обрядовість
Поклоніння Гестії було зосереджено навколо вогнища. Вогнище було необхідним для тепла, приготування їжі та здійснення жертовних приношень божествам. Звичайною практикою було те, коли їй підносили перші й останні узливання вина на бенкетах. Павсаній писав, що елейці приносили жертви спочатку Гестії, а потім іншим богам. Ксенофонт писав, що Кір Великий приніс жертву спочатку Гестії, потім суверену Зевсу, а потім будь-якому іншому богу, якого запропонували волхви.
Випадкове згасання домашнього вогнища означало провал релігійного піклування про сім'ю; нездатність підтримувати публічний вогонь Гестії в її храмі чи святині було порушенням обов'язку перед широким суспільством. Вогонь можна свідомо, ритуально гасити за потреби, і його запалювання чи повторне розпалювання має супроводжуватися ритуалами завершення, очищення та оновлення, порівнянними з ритуалами та конотаціями вічного вогню.
Відповідальність за домашній культ Гестії зазвичай покладалася на провідну жінку в господарстві, хоча іноді й на чоловіка. Обряди Гестії біля вогнищ громадських будівель, як правило, очолювали посадові особи.

### Храми
Кожне приватне та громадське вогнище вважалося святилищем богині, і частина жертв належала їй. Повідомляється, що її статуя існувала в афінському Пританеумі (Athenian Prytaneum):
«Поруч знаходиться Пританеон (Prytaneum) [ратуша Афін]… і фігури розміщені з богинь Ейрени та Гестії».

### Мозаїка Гестії
Візантійська мозаїка Гестії зображає богиню, яку грецькою мовою ідентифікують як Гестію Поліолбос; (грец. Ἑστία Πολύολβος «Гестія, повна благословень»).

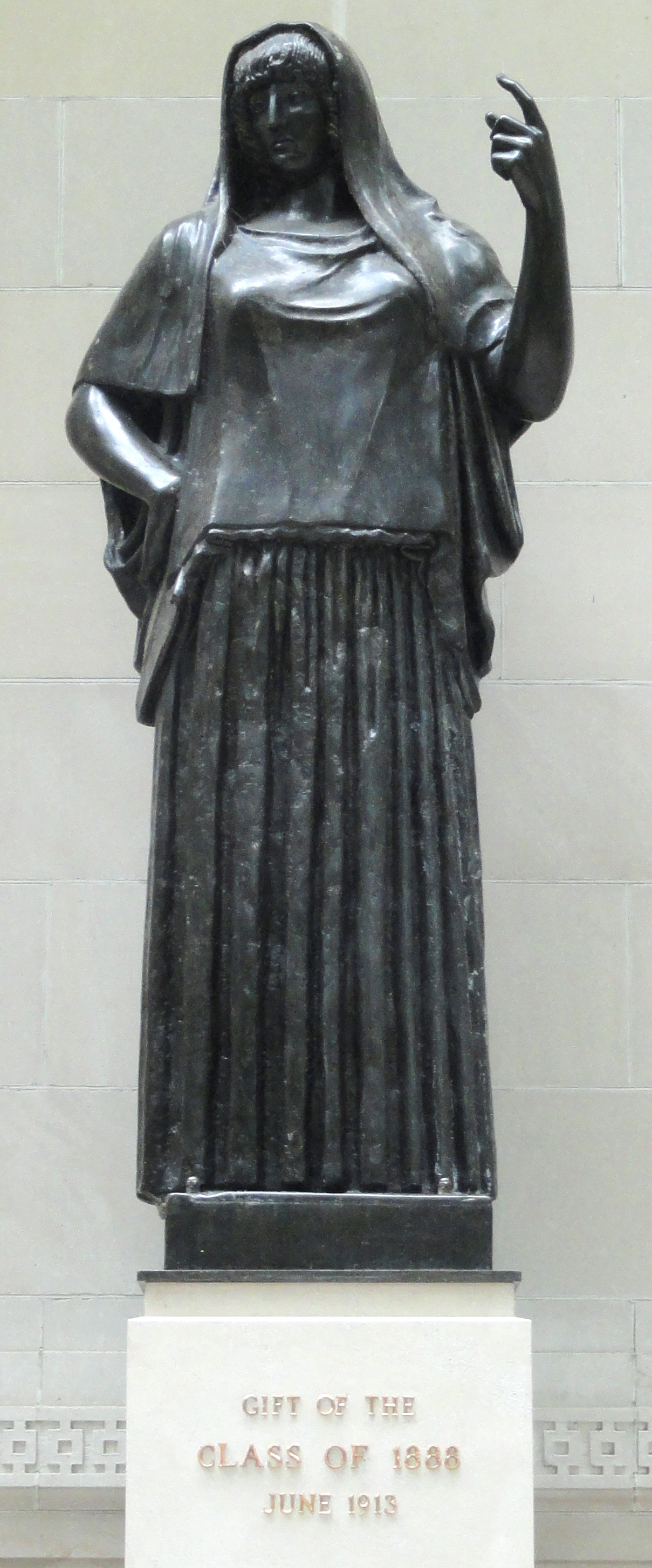
Статуя Гестії (коледж Велслі, Массачусетс, США)
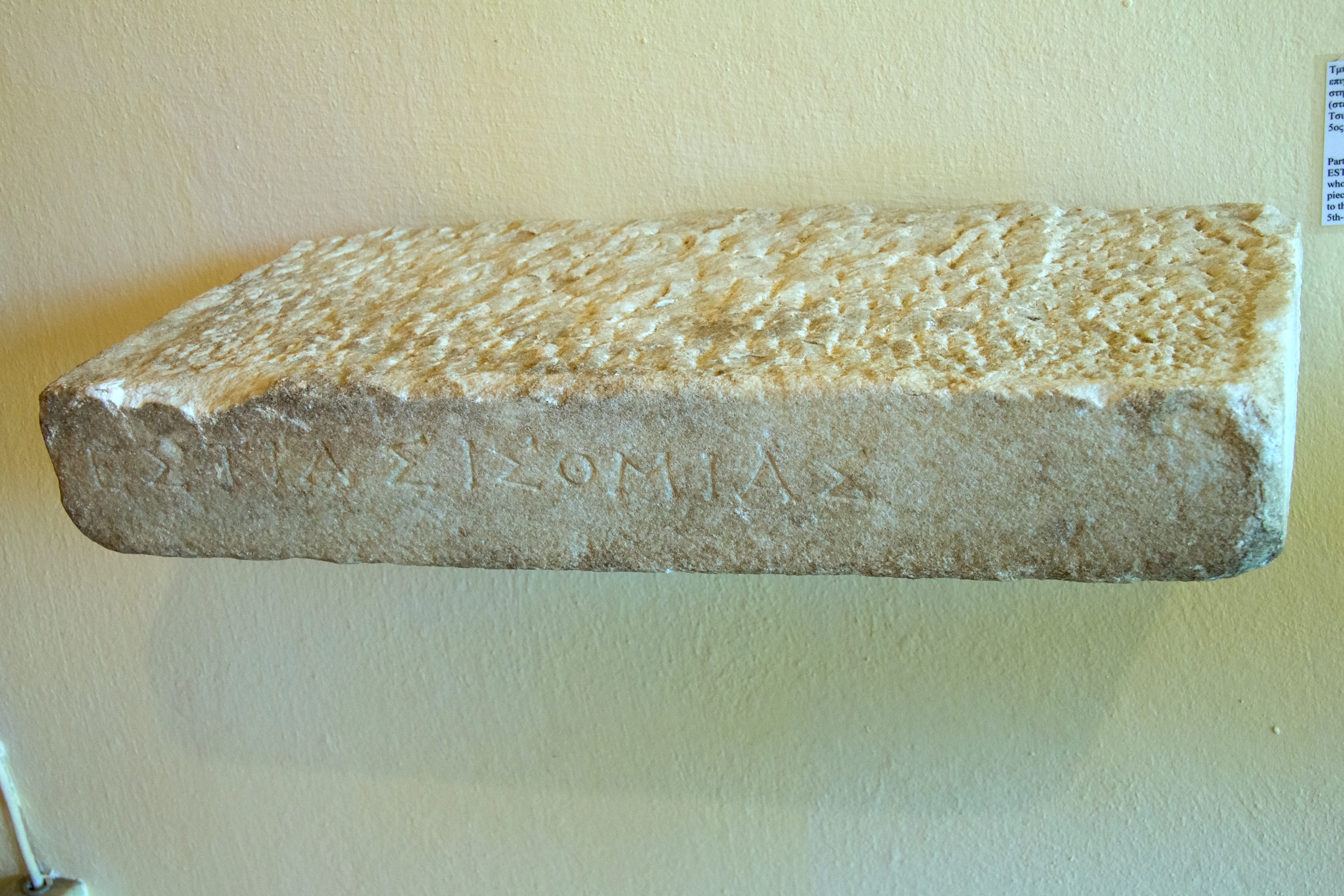
Частина мармурового вівтаря з написом ESTIAS ISTMIAS, V – IV ст. до н.е. Вівтар був присвячений богині Гестії з епітетом Істмії.
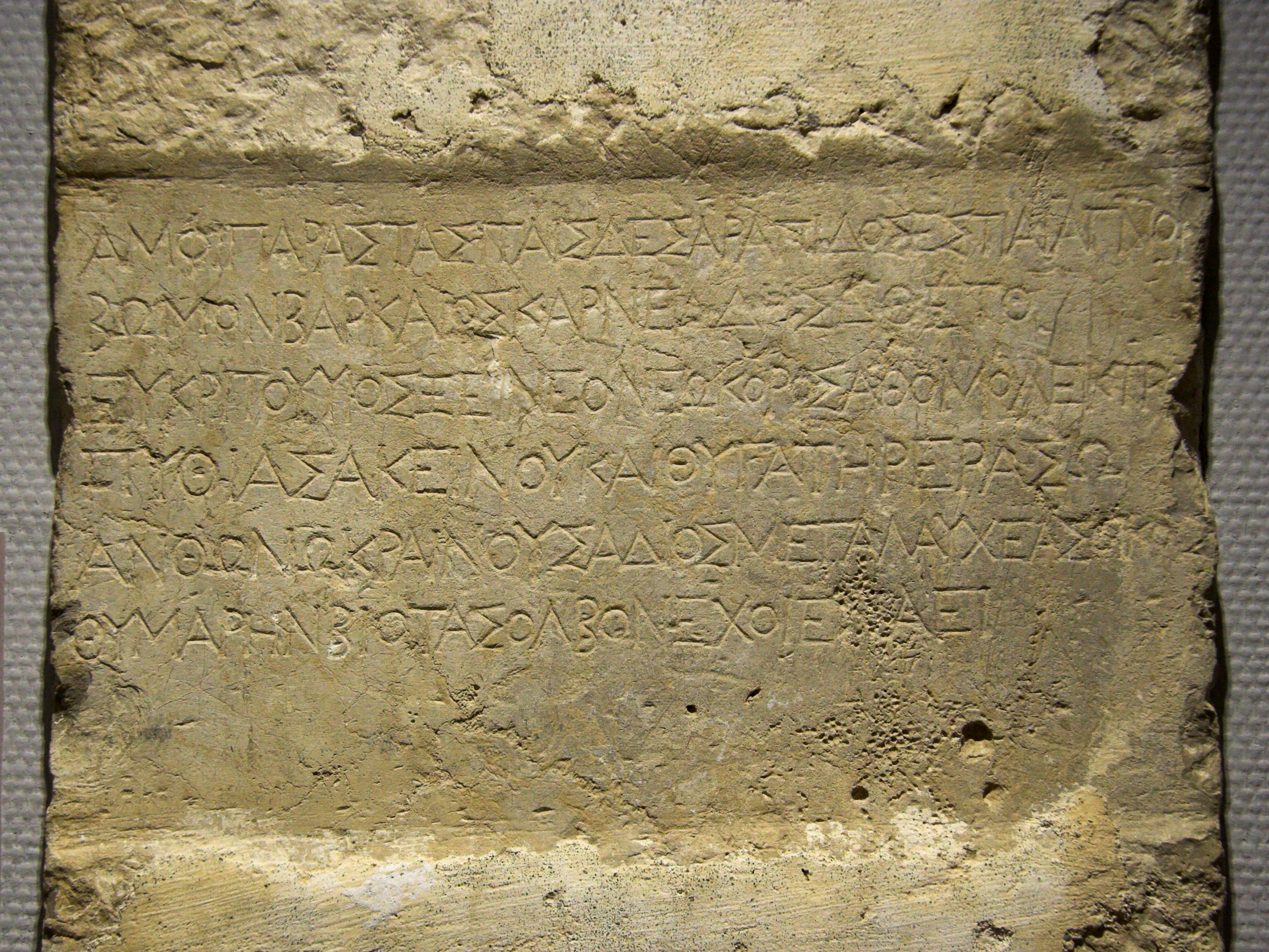
Посвята вівтаря Гестії в Карнеадесі, Таорміна (без дати). Напис говорить: «Поруч із цими стінами Серапіса наглядач храму Карнеад з Барке, син Евкрита, о іноземцю, і його дружина Піфія та його дочка Еразо поставили Гестії чистий вівтар, як нагороду за це, о ти, що керує чудовими оселями Зевсе, даруй їм прекрасне життя»
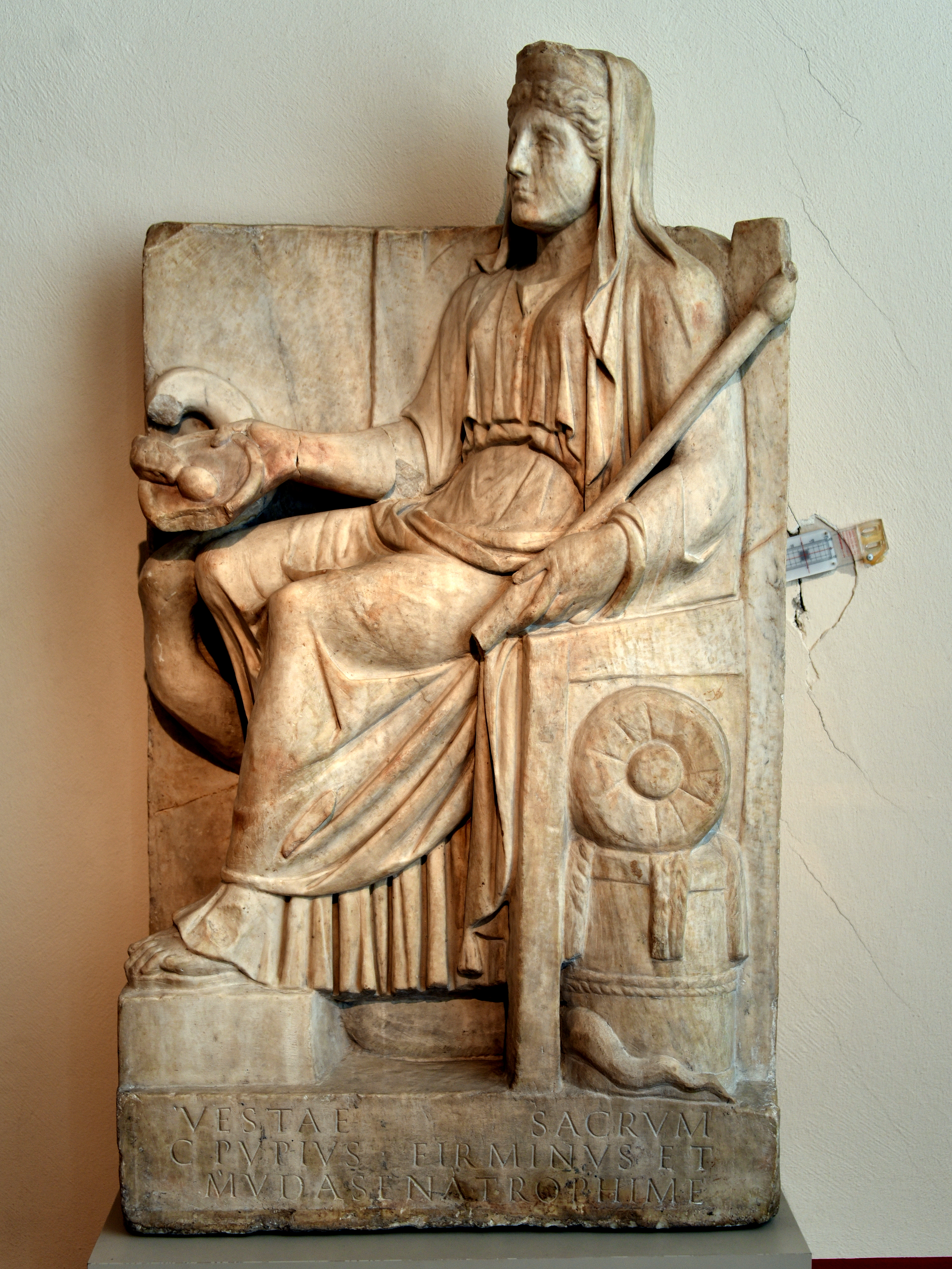
Вотивний рельєф, присвячений Весті. З Риму, Італія. 140—150 рр. н. е. Мармур. Старий музей, Берлін, Німеччина. У написі згадується, що чоловік і його дружина присвятили цю скульптуру богині Весті

## Трактування образу
Образ Гестії, за Робертом Грейвсом, імовірно виник з архаїчного образу Білої богині, який існував по всьому Середземномор'ю. Білий попіл, що покривав вугілля і не давав йому згаснути, зігріваючи оселю, став символом Білої богині, а потім — чистої, незаплямованої злими чи низькими вчинками Гестії.
Вважається, що оповідь про сватання до Гестії Посейдона і Аполлона виникла зі спільного поклоніння цим трьом божествам в Дельфах. Спроба обезчестити її Пріапом — це притча-попередження гостям проти поганого поводження з жінками, котрі зберігають затишок в оселі. Навіть віслюк як символ хтивості попередив про безрозсудство Пріапа.